# Xenohammus griseomarmoratus
Xenohammus griseomarmoratus är en skalbaggsart som beskrevs av Stefan von Breuning 1956. Xenohammus griseomarmoratus ingår i släktet Xenohammus och familjen långhorningar. Inga underarter finns listade i Catalogue of Life.